# Дорсгайм
Дорсгайм (нім. Dorsheim) — громада в Німеччині, розташована в землі Рейнланд-Пфальц. Входить до складу району Бад-Кройцнах. Складова частина об'єднання громад Лангенлонсгайм.
Площа — 2,22 км2. Населення становить 725 ос. (станом на 31 грудня 2020).